# Hackesche Höfe
De Hackesche Höfe is een gerestaureerd complex in Berlijn, in het stadsdeel Mitte. Na de restauratie na de val van de Berlijnse Muur, zijn er allerlei horecagelegenheden, winkels, ateliers, appartementen, et cetera gevestigd.